# Perimeter Aviation
Perimeter Aviation è una compagnia aerea charter canadese, con sede a Winnipeg mentre il suo hub principale è l'Aeroporto Internazionale di Winnipeg-James Armstrong Richardson.

## Storia
Perimeter Aviation è stata fondata nel 1960 da William (Bill) J. Wehrle come scuola privata di valutazione di volo strumentale del Canada. Nel 1964 l'azienda ha acquistato il primo hangar all'aeroporto internazionale di Winnipeg per effettuare la manutenzione di un Beechcraft 18 che era stato acquistato. Nel 1976 il vettore aereo, ha acquistato da Transair alcune rotte canadesi e due Twin Otter che hanno portato l'aerolinea, ribattezzata Perimeter Airlines nel mese di settembre, ad aumentare i dipendenti fino a 100 unità. Nel 1977 Perimeter Aviation ha acquisito un Learjet 35, un Beechcraft King Air 100, un Beechcraft Duke e un Beechcraft Baron per aumentare le operazioni sul mercato dei voli privati a domanda; mentre nel 1978 ha acquistato due Fairchild Metro per voli di linea passeggeri verso Brandon, Dauphin, Yorkton e Saskatoon. Nel 1980 ha acquisito ulteriori tre Beechcraft Baron per servire le comunità di Manitoba e del Nord Ontario mentre nel 1991 l'azienda ha completato la costruzione di un nuovo edificio cargo accanto al terminal e agli hangar di Winnipeg, per sostenere l'attività di trasporto merci. Nel 1985 Perimeter ha ampliato la flotta di Metroliner per servire le comunità del nord mentre nel 1991 l'aerolinea ha completato la costruzione di un nuovo edificio cargo accanto al terminal e agli hangar di Winnipeg per migliorare il proprio segmento di attività di trasporto merci. Nel maggio 2004 Perimeter Aviation, è stata acquisita da Exchange Income Corporation (EIC), la quale controllava altre società come Calm Air, Keewatin Air, Bearskin Airlines, Custom Helicopters e Provincial Airlines. Nel 2012 la scuola di volo è stata chiusa e sostituita da simulatori di volo e voli di prova in alcuni aeroporti minori. Nell'autunno del 2017 Exchange Income Corporation ha deciso di fondere Perimeter Aviation e Bearskin Airlines al fine di rafforzare le due società; tuttavia, a seguito della fusione, completata il 31 dicembre 2018, Bearskin Airlines ha continuato ad operare con il proprio marchio ed i propri codici operativi.

## Flotta

### Flotta attuale

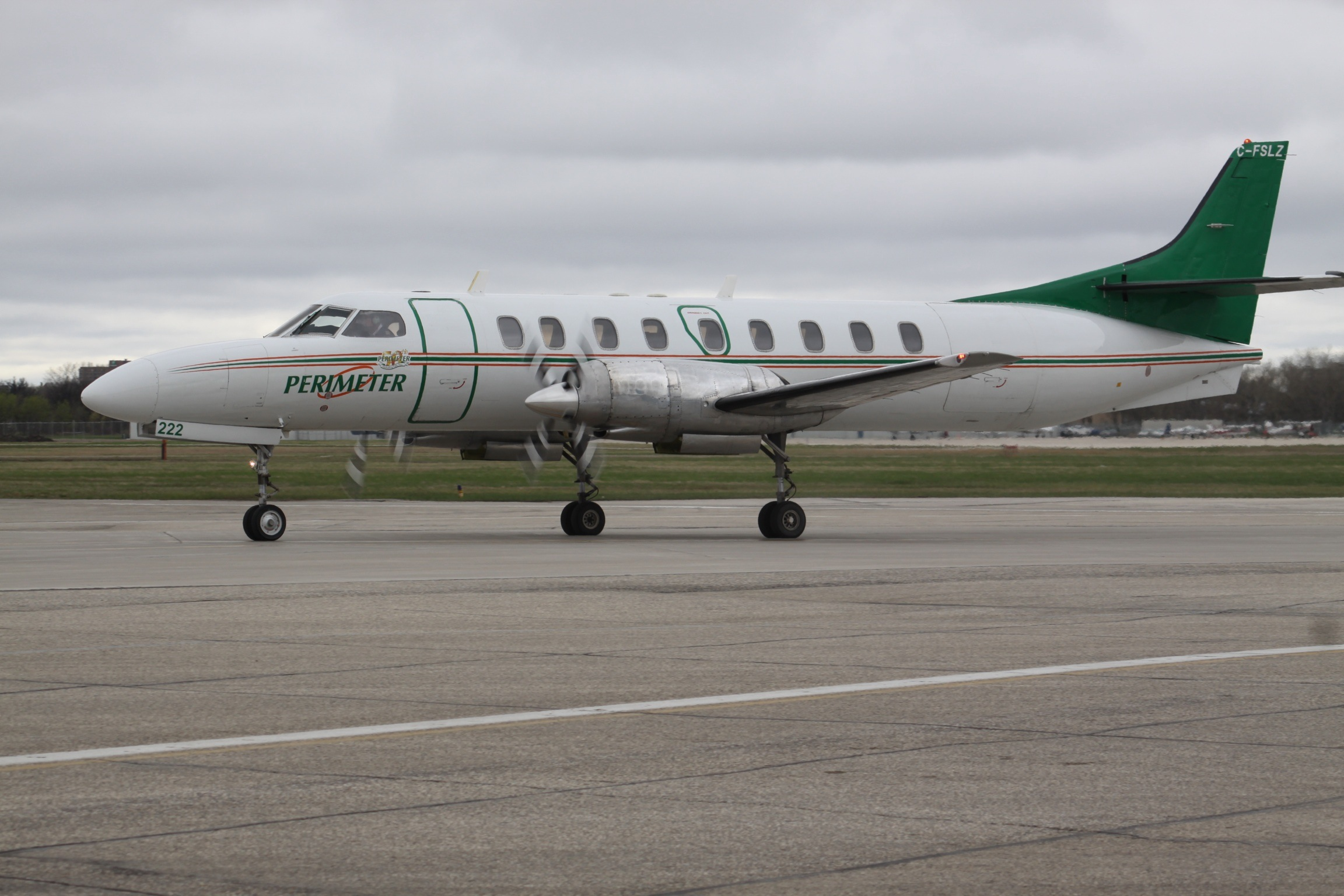
Un Fairchild Metro II.

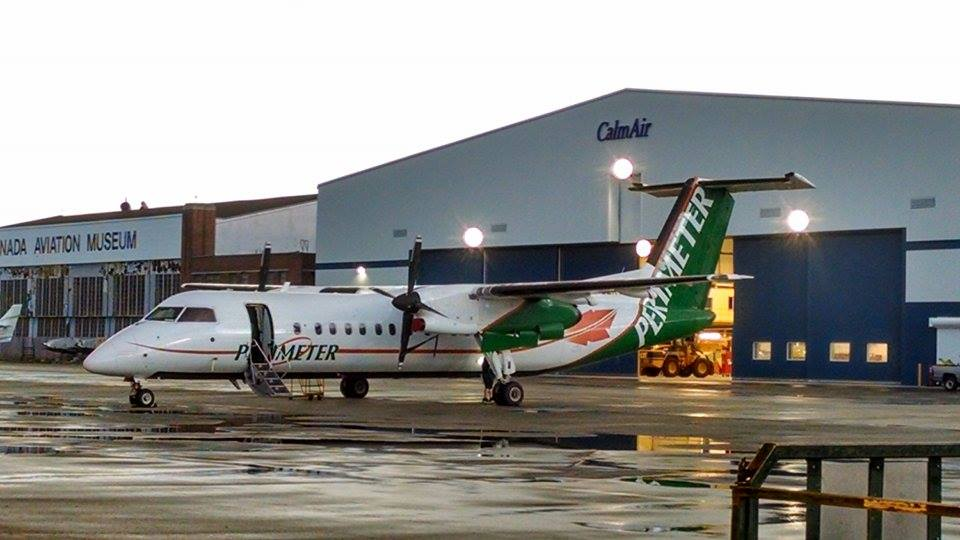
Un De Havilland Canada DHC-8-100.

Ad ottobre 2024 la flotta Perimeter Aviation risulta composta dai seguenti aerei:

### Flotta storica
Nel corso degli anni, Perimeter Aviation ha operato con i seguenti modelli di aeromobili:
- Beechcraft B-55 "Baron"
- Beechcraft B-80 "Queen Air"
- Beechcraft B-95 "Travel Air"
- Beechcraft "King Air" 100
- Beechcraft 99
- De Havilland Canada DHC-6 "Twin Otter"
- Douglas DC 3
- Fairchild FH.27
- Learjet 35